# Lumpuvaara
Lumpuvaara är ett berg i Finland. Det ligger i Enontekis i landskapet Lappland, i den norra delen av landet, 900 km norr om huvudstaden Helsingfors. Toppen på Lumpuvaara är 455 meter över havet.
Terrängen runt Lumpuvaara är platt.  Trakten runt Lumpuvaara är nära nog obefolkad, med mindre än två invånare per kvadratkilometer. Det finns inga samhällen i närheten. Omgivningarna runt Lumpuvaara är i huvudsak ett öppet busklandskap.